# Cal Met (Sant Martí d'Albars)
Cal Met és una masia de Sant Martí d'Albars (Lluçanès) inclosa a l'Inventari del Patrimoni Arquitectònic de Catalunya.

## Descripció
Masia de planta baixa i pis amb coberta a dues aigües amb teula àrab. Té algunes dependències annexes. La part més antiga de la construcció té una porta rectangular de pedra treballada amb una llinda amb la data de 1808; les finestres del primer pis també són de pedra treballada. A la dreta trobem adossat un cobert de totxo que es fa servir com a magatzem per a les eines. També hi ha una porquera i una galeria feta de totxo i pedra.